# Henry Hardarson
Henry Hardarson (født d. 4. marts 1994) er en islandsk ishockeyspiller. Han spiller i øjeblikket for Odense Bulldogs. Han blev kåret som årets Pokal Figther, MVP, i pokal finalen 2018. Dengang spillede han for Aalborg Pirates

## Aalborg Pirates (2017-18)
Han spillede 64 kampe og scorede 9 mål.